# Karim Khan
Karim Asad Ahmad Khan (Edimburgo, 30 de marzo de 1970) es un abogado británico y especializado en derecho penal internacional y derecho internacional de los derechos humanos. Tras su nombramiento por el Secretario General de las Naciones Unidas, António Guterres, ocupó el cargo de Subsecretario General de las Naciones Unidas y se desempeñó como Asesor Especial y Jefe del Equipo de Investigación de las Naciones Unidas para la Promoción de la Rendición de Cuentas por los Crímenes cometidos por el Daesh / ISIL en Irak (UNITAD), que se estableció conforme con la resolución 2379 (2017) del Consejo de Seguridad para apoyar los esfuerzos nacionales para responsabilizar al ISIL (Daesh) por actos que pueden constituir crímenes de guerra, genocidio y crímenes de lesa humanidad en Irak. El 12 de febrero de 2021, Khan fue electo fiscal jefe de la Corte Penal Internacional.

## Trayectoria
Khan es licenciado en derecho (LL.B y AKC) por el King's College London. En 1992 fue admitido en el Colegio de Abogados de Inglaterra y Gales por el Lincoln's Inn. Posteriormente asistió al Wolfson College de la Universidad de Oxford para realizar sus estudios de doctorado en derecho. Entre 1993 y 1996, Khan fue Fiscal de la Corona en el Servicio de Fiscalía de la Corona de Inglaterra y Gales, y Fiscal Superior de la Corona en 1995.
Desde 1997, Khan trabajó como oficial jurídico en la Oficina del Fiscal del Tribunal Penal Internacional para la ex-Yugoslavia (TPIY) entre 1997 y 1998. Más tarde se desempeñó como Asesor Jurídico en la Oficina del Fiscal del Tribunal Penal Internacional para la ex Yugoslavia y en Ruanda (Tribunal Penal Internacional para Ruanda) hasta 2000. Entre 2006 y 2007, Khan fue abogado defensor principal del expresidente de Liberia Charles Taylor ante el Tribunal Especial para Sierra Leona (SCSL).
Khan pasó varios años liderando casos en la Corte Penal Internacional (CPI), el Tribunal Penal Internacional para la ex Yugoslavia, el Tribunal Penal Internacional para Ruanda, las Salas Extraordinarias de los Tribunales de Camboya (ECCC) y el Tribunal Especial para el Líbano (STL). En 2008, fue nombrado abogado principal de la ex periodista de Le Monde Florence Hartmann, quien se había desempeñado como portavoz principal del Tribunal Penal Internacional para la ex Yugoslavia y de la fiscal del Tribunal Penal Internacional para Ruanda, Carla del Ponte, cuando fue acusada de desacato al tribunal. Entre 2008 y 2010, fue contratado como abogado principal ante la CPI en representación del líder rebelde sudanés Bahr Idriss Abu Garda, el primer sospechoso de la CPI en entregarse voluntariamente a la jurisdicción de la Corte. En enero de 2011, recibió instrucciones como abogado principal para representar a Francis Muthaura ante la CPI en relación con la violencia postelectoral en 2007-2008. Más tarde se desempeñó como abogado principal del vicepresidente de Kenia William Ruto ante la CPI, y abogado principal del vice primer ministro de Kosovo, Fatmir Limaj, ante el Tribunal de la EULEX en Kosovo desde 2014 hasta 2017. También se desempeñó como abogado principal de Saif al Islam Gadafi y Baghdadi Mahmudi en la CPI.
Khan representó a un grupo de abogados de derechos humanos anglófonos acusados de terrorismo y otros delitos ante el Tribunal Militar de Yaundé, Camerún, como abogado internacional desde febrero de 2017 hasta septiembre de 2017. Dirigió el equipo que asesoró a las comunidades de Cham y albanesas en relación con su expulsión de Grecia y posterior expropiación de propiedades después de la Segunda Guerra Mundial. Fue el abogado principal de un gran caso de víctimas en Sierra Leona derivado de la intervención del ECOMOG en 1999-2002, y representó a más de 100 000 demandantes de víctimas de las comunidades Kipsigi y Talai en Kenia que buscaban reparación por presuntas violaciones de derechos humanos cometidas durante el período colonial.
Una vez asentado en Bagdad, Irak, se desempeñó como Asesor Especial y Jefe del Equipo de Investigación para la Promoción de la Responsabilidad por los Crímenes Cometidos por Da'esh/ISIL en Irak (UNITAD). El objetivo es el cumplimiento de su mandato en la recolección, almacenamiento y preservación de evidencias, así como trabajar con los supervivientes, en reconocimiento de su interés relacionado con los crímenes cometidos por este grupo terrorista, al tiempo de respetar la soberanía del Gobierno de Irak en la realización de esta investigación.
Desde que asumió su cargo en la UNITAD, Khan se ha reunido con líderes gubernamentales, religiosos y comunitarios en todo Irak. El 12 de febrero de 2021, Khan fue electo fiscal jefe de la Corte Penal Internacional por un período de nueve años durante la segunda ronda de votaciones. Khan requirió 62 votos de los 123 Estados miembros para obtener el puesto y recibió 72 votos. Khan fue el tercer fiscal jefe electo en la historia de la CPI, y el primero electo mediante votación secreta. Khan había sido nominado por el Reino Unido, en parte debido al cabildeo de Kenia.
En noviembre de 2021 viajó a Colombia y Venezuela y confirmó que iniciaría una investigación formal a Venezuela por crímenes de lesa humanidad. En abril de 2022 volvió a Venezuela y acordó con el gobierno instalar una oficina de la Corte Internacional en Caracas acorde con el acuerdo de entendimiento entre ambos, luego de que la corte extendiera en enero por tres meses el plazo para que Venezuela pudiera presentar su informe sobre presuntos crímenes de lesa humanidad.

### Órdenes de arresto contra líderes de Israel y Hamás
El 20 de mayo de 2024, Khan solicitó a la Corte Penal Internacional la emisión de órdenes de detención contra el primer ministro de Israel, Benjamín Netanyahu, y su ministro de Defensa, Yoav Galant, además de otras contra tres líderes de Hamás, Yahya Sinwar, Mohamed Deif e Ismail Haniya, acusados de crímenes de guerra y crímenes contra la humanidad por los atentados del 7 de octubre contra Israel y la posterior guerra en Gaza. En concreto, Karim Khan solicitó una orden de detención contra Netanyahu y Galant por los crímenes de exterminio, uso del hambre como arma de guerra, denegación de ayuda humanitaria y ataques deliberados a civiles.  El 21 de noviembre de 2024, la Corte Penal Internacional emitió órdenes de arresto internacional contra Netanyahu, el exministro de Defensa, Galant, y el líder del brazo armado de Hamás, Deif, por los presuntos crímenes de guerra y contra la humanidad cometidos en la guerra de Gaza.
El 14 de febrero, Estados Unidos incluyó a Karim Khan en su lista de nacionales especialmente designados y personas bloqueadas por su decisión de solicitar una orden de arresto internacional por crímenes de guerra contra los líderes israelíes, lo que supone el bloqueo de sus bienes y activos en Estados Unidos, así como la prohibición de entrar en dicho país. Estas medidas afectan también a sus familiares inmediatos.

## Acusaciones de violación
Una de sus asistentes, una abogada de más de treinta años de edad, acusó a Khan de haberla forzado a sostener relaciones sexuales múltiples veces, incluyendo en visitas a Nueva York a una reunión de la Corte Penal Internacional en la Sede de la Organización de las Naciones Unidas, así como en Colombia, el Congo, Chad, París, y en la casa de su mujer en La Haya.  También le acusó de emplear las órdenes de arresto a Netanyahu, Galant, Deif, Sinwar y Haniya para chantajearla y evitar que lo denunciase. Khan solicitó un permiso en el trabajo hasta que se aclarase el asunto.